# 伊藤英男
伊藤 英男（いとう ひでお、1947年10月9日 - ）は、日本の企業家。相鉄ローゼン社長。

## 経歴
神奈川県出身。1970年に青山学院大学法学部を卒業後、相模鉄道に入社。1999年6月に取締役、2003年6月に常務取締役、2007年6月に取締役専務執行役員に就任。2005年5月から相鉄ローゼンの非常勤取締役を務めるほか、相鉄バス社長、相鉄自動車社長も兼務。
| スタブアイコン | サブスタブ | この項目は、まだ閲覧者の調べものの参照としては役立たない、人物に関連した書きかけの項目です。この項目を加筆・訂正などしてくださる協力者を求めています（P:人物伝/PJ:人物伝）。 |